# Mystogenes
Mystogenes là một chi bướm đêm thuộc phân họ Olethreutinae trong họ Tortricidae.

## Các loài
- Mystogenes astatopa Meyrick, 1930